# Jüdische Gemeinde Buchau
Die Jüdische Gemeinde Bad Buchau bestand von 1575/77 bis zum Jahre 1942 im heutigen Bad Buchau im baden-württembergischen Landkreis Biberach in Oberschwaben.

## Geschichte der Gemeinde
Im Jahre 1382 wurde auf dem Territorium des freiweltlichen Damenstifts Buchau eine Person jüdischen Glaubens vermerkt. Der eigentliche Beginn einer jüdischen Gemeinde in Buchau kann für das Jahr 1575/77 angenommen werden. 
1665 ist  aus der Jüdischen Gemeinde Wangen am See, heute ein Teilort von Öhningen im Landkreis Konstanz, der Zuzug eines Baruch Moses Einstein dokumentiert. Als einer seiner Nachkommen wurde in Buchau Hermann Einstein geboren, der Vater Albert Einsteins. 
Den Höchststand an Bewohnern erreichte die Gemeinde mit 828 Personen und war damit nach der Jüdischen Gemeinde Laupheim die zweitgrößte jüdische Gemeinde im Königreich Württemberg. 
Die alte seit 1730/31 bestehende Synagoge an der Ecke Judengasse/Schussenrieder Straße war in den 1830er Jahren zu klein geworden, so dass man einen Neubau einer Synagoge an der Ecke Hofgarten/Schussenrieder Straße plante. 
Der jüdische Friedhof wurde 1659 angelegt und ist bis heute erhalten.

### Synagoge 1839–1938

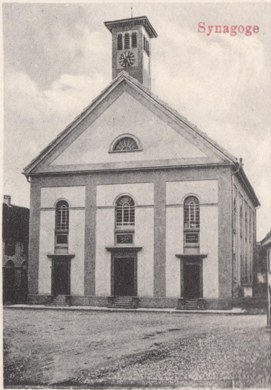
Synagoge in Bad Buchau: Ausschnitt aus einer Postkarte (vor 1911)

Vor dem Bau der ersten Synagoge bestanden in Buchau Betsäle in der Schustergasse 7, danach in der Schussenrieder Straße 6 und schließlich in der Judengasse 6.
Die Juden in Buchau waren angesehene Bürger und hatten nach der gesetzlichen Gleichstellung mit den christlichen Bewohnern der Reichsstadt maßgeblichen Anteil an der Industrialisierung der ehemals kleinsten und ärmsten Reichsstadt des Heiligen Römischen Reiches.
Bei der Einweihung der Synagoge am 30. August 1839 war der damalige König Wilhelm I. anwesend und spendete neben dem Patrimonialherrn, dem Fürsten von Thurn und Taxis, 1000 Gulden, nachdem er im Vorfeld des Baues schon 800 Gulden gespendet hatte. Um den Dachreiter mit Glocke, Glockenspiel und Turmuhr aus dem Jahre 1854 entbrannte ein heftiger Streit innerhalb der jüdischen Gemeinde.

### Ende der Gemeinde
In der Nacht vom 9. auf den 10. November 1938 legte ein SA-Trupp aus Ochsenhausen einen Brand. Die Feuerwehr und die Bevölkerung von Buchau einschließlich des damaligen Bürgermeisters Öchsle konnten jedoch den Brand schnell löschen. In der darauffolgenden Nacht wurde nochmals ein Feuer gelegt. Die Feuerwehr hatte Löschverbot und durfte nur die umliegenden Häuser schützen. Die Synagoge brannte total aus. In den vorangegangenen Tagen hatten die Brandstifter die wertvollen Gegenstände weggeschafft. Die Synagoge von Buchau wurde am 18. November 1938 von Ulmer Wehrmachtspionieren gesprengt. Mit den Deportationen 1942 erlosch das jüdische Leben in Buchau. 
Von den 1933 in Buchau lebenden 162 jüdischen Bewohnern wurden mindestens 56 in den Konzentrationslagern des Nazi-Regimes ermordet.